# Киреев, Николай Архипович
Никола́й Архи́пович Кире́ев (1922, Гарь — 1944) — капитан Рабоче-крестьянской Красной Армии, участник Великой Отечественной войны, Герой Советского Союза (1945).

## Биография
Николай Киреев родился 9 октября 1922 года в деревне Гарь (ныне — Куйбышевский район Калужской области). После окончания школы-семилетки и школы фабрично-заводского ученичества работал слесарем на машиностроительном заводе в городе Людиново. С 1940 года Киреев проживал в Феодосии, работал слесарем в гараже. В сентябре 1941 года он был призван на службу в Рабоче-Крестьянскую Красную Армию. Окончил Ростовское артиллерийское училище. С сентября того же года — на фронтах Великой Отечественной войны. Участвовал в боях подо Ржевом, освобождении Смоленской области и Белорусской ССР. К июлю 1944 года капитан Николай Киреев командовал батареей 150-го отдельного истребительно-противотанкового дивизиона 274-й стрелковой дивизии 69-й армии 1-го Белорусского фронта. Отличился во время боёв на Пулавском плацдарме.
29 июля 1944 года батарея Киреева переправилась через Вислу на Пулавский плацдарм в районе населённого пункта Бжесце и открыла огонь по огневым позициям противника, благодаря чему советская пехота успешно продвинулась вперёд. Киреев участвовал в отражении большого количества немецких контратак, вместе со своей батареей уничтожив 7 пулемётов и около 70 солдат и офицеров противника. 29 сентября 1944 года Киреев погиб. Был похоронен в Бжесце Люблинского воеводства Польши. В дальнейшем останки были перенесены на воинское кладбище города Радом Мазовецкого воеводства и покоятся в могиле № 45.
Указом Президиума Верховного Совета СССР от 21 февраля 1945 года за «мужество, отвагу и героизм, проявленные в борьбе с немецкими захватчиками» капитан Николай Киреев посмертно был удостоен высокого звания Героя Советского Союза. Также был награждён орденами Ленина и Отечественной войны 2-й степени.

## Память
- Бюст Героя Н. А. Киреева открыт 7 мая 2021 года на Мемориале Памяти в деревне Кузьминичи Куйбышевского района Калужской области[3]
- В честь Киреева названа улица в посёлке Бетлица[1].